# Chowanschtschina
Chowanschtschina (russisch Хованщина, wörtlich „Die Sache Chowanski“, aber mit durchaus pejorativem Einschlag, also eher Chowanskerei oder Chowanski-Schweinerei), mit deutschem Titel auch Die Fürsten Chowanski, ist eine politische Oper in fünf Akten von Modest Mussorgski mit einem Libretto von Wladimir Stassow.
Das Werk war weder aufgeführt noch fertiggestellt, als der Komponist 1881 starb.
Die Uraufführung fand am 9. Februarjul. / 21. Februar 1886greg. in einer von der Zensurbehörde deutlich gekürzten Fassung als private Laienaufführung in Sankt Petersburg statt, nachdem Nikolai Rimski-Korsakow sich der Fertigstellung des Werkes angenommen hatte. Die erste offizielle Aufführung erfolgte am 20. November 1911 im Mariinski-Theater in Sankt Petersburg. Sergei Diaghilew bat dann 1912/13 Igor Strawinski seine neu geschriebene Version des Finales zu orchestrieren. Die Fassung von Nikolai Rimski-Korsakow wurde mit Strawinskis Fassung gemischt, einiges von Strawinski gestrichen und gekürzt. Der Schlusschor, für den Mussorgski nur das Thema, ein russisches Volkslied, notiert hatte, wurde von Rimski-Korsakow übernommen. Dmitri Schostakowitsch überarbeitete später die Oper auf Basis der Gesangsstimme in Mussorgskis Partitur. Schostakowitschs Überarbeitung wurde am 25. November 1960 ebenfalls in Sankt Petersburg (damals Leningrad) uraufgeführt. In dieser Version wird das Werk heute in der Regel aufgeführt.
Wie schon Mussorgskis früheres Werk Boris Godunow handelt die Chowanschtschina von einer Episode der russischen Geschichte, auf die der Komponist von Wladimir Stassow aufmerksam gemacht wurde.

## Handlung

### Vorgeschichte
Gegen Ende des 17. Jahrhunderts steckt Russland in einer tiefen Regierungs- und Religionskrise. Jahrzehnte zuvor hatte die offizielle Kirche eine Reform durchgeführt, bei der Kirchenbücher korrigiert und Rituale geändert wurden. Viele der Gläubigen akzeptieren diese Reform aber nicht. Sie werden abwertend Raskolniki genannt (wörtlich „Spalter“, im Deutschen meist als „Altgläubige“ bezeichnet), von der offiziellen Kirche ausgeschlossen und verfolgt.
Als Zar Fjodor III. stirbt, gibt es keinen volljährigen Thronfolger. Auf den Thron werden die beiden Halbbrüder Iwan und Peter gesetzt, die zu zwei zerstrittenen Familien gehören und nur durch ihren Vater Alexei I. verwandt sind. Da sie noch minderjährig sind, wird zunächst Iwans Schwester Sofia als Regentin eingesetzt. Sie verlässt sich ganz auf die Strelizen, die Palastgarde und deren Anführer Fürst Iwan Chowanski. Da sie alleinherrschende Regentin werden will, provoziert Sofia die Strelizen zu einem Aufstand, bei dem im Verlauf einer einzigen Nacht der Großteil von Peters Familie und Vertrauten getötet wird.

### I. Akt
Die Strelizen erinnern sich ihres Aufstands in der Nacht zuvor. Der Bojar Schaklowity diktiert einem Schreiber eine Denunziation des Anführers der Rebellion, des Fürsten Iwan Chowanski, der eine Verschwörung gegen Zar Peter plane. Chowanski ist sehr angesehen und wird vom Moskauer Volk unterstützt.
Sein Sohn Andrei bedrängt unterdessen Emma, eine junge Frau aus der deutschen Vorstadt, die von der Altgläubigen Marfa, der früheren Geliebten Andreis, vor Andrei beschützt wird. Auch der Fürst Chowanski will Emma für sich haben und befiehlt den Strelizen, sie festzunehmen. Andrei wehrt sich gegen Emmas Festnahme. Dossifei, der geistige Führer der Altgläubigen, schlichtet den Streit zwischen Vater und Sohn. Er beauftragt Marfa, sich um Emma zu kümmern. Auch erzählt er allen, dass jeden Augenblick der öffentliche Streit über den Glauben zwischen den Altgläubigen und den Anhängern der offiziellen Kirche ausbrechen kann.

### II. Akt
Fürst Golizyn, ein wichtiges Mitglied der Regierung, Oberbefehlshaber der Armee und Liebhaber der Zarewna Sofia, erhält einen Liebesbrief von ihr. Er erwartet Iwan Chowanski und Dossifei zu einem Treffen, in dem sie ihre Verschwörung besprechen wollen. Zuvor ruft Golizyn Marfa zu sich, die ihm wahrsagen soll. Sie prophezeit ihm seinen baldigen Untergang und dass er verbannt werden wird. Der erzürnte Golizyn befiehlt, Marfa heimlich zu ermorden, um öffentliches Aufsehen zu vermeiden.
Chowanski trifft ein und beginnt sofort Streit mit Golizyn, wirft ihm militärische Misserfolge und für ihn erniedrigende Beschlüsse vor. Dossifei mahnt, an die Zukunft der Regierung des Reichs zu denken. Aufgrund ihrer anhaltenden Zwistigkeiten kommen die Verschwörer zu keiner gemeinsamen Entscheidung. Marfa kommt wieder zurück in Golizyns Haus, um den Männern von den Truppen des Zaren Peter zu berichten, die sie vor Golizyns Anschlag gerettet haben. Die unerwartete Ankunft des Bojaren Schaklowity zerstört die letzte Hoffnung der Verschwörer: Schaklowity, ebenso Liebhaber Sofias wie Golizyn, meldet in deren Namen, dass der Hof von der Verschwörung der Chowanskis weiß, die von Zar Peter als „die Sache Chowanski“ (= Chowanschtschina) bezeichnet worden ist. Der Zar ordnet eine Untersuchung dieser Verschwörung an.

### III. Akt
Marfa wird von einigen Altgläubigen angegriffen, die ihre Liebe zu Andrei Chowanski als sündhaft verurteilen. Dossifei verteidigt Marfa, die ihrerseits Dossifei gesteht, wie sehr ihre Leidenschaft sie quält. Sie möchte sich zusammen mit Andrei verbrennen, um endlich Erlösung zu erlangen. Doch Dossifei meint, dass es noch zu früh sei, aufzugeben.
Schaklowity ist bei Zarewna Sofia. Er erzählt ihr, wie besessen er von der Idee der Rettung Russlands sei. Seine ganze Hoffnung gilt einer starken Alleinherrschaft.
Betrunkene Strelizen wüten und randalieren. Nicht einmal ihre Frauen können sie beruhigen. Als die Randale in vollem Gange ist, verbreitet der Schreiber die Nachricht von den sich nahenden Truppen der Petrowzen, der Leibgarde Zar Peters. Panik breitet sich in den Reihen der Strelizen aus. Iwan Chowanski aber befiehlt ihnen, keinen Widerstand zu leisten, nicht zu kämpfen und sich in ihren Häusern einzuschließen.

### IV. Akt
Erstes Bild
In seinem Haus versucht Iwan Chowanski, seine Angst zu betäuben, die durch die Warnung vor seinem baldigen Untergang noch verstärkt wird. Alle Bemühungen seiner Untergebenen, ihn zu zerstreuen, bleiben erfolglos. Unerwartet überbringt Schaklowity eine ehrenvolle Einladung an Chowanski bei der Zarewna Sofia. Doch diese Einladung erweist sich für den Fürsten als Botschaft des Todes.
Zweites Bild
Golizyn wird in die Verbannung geschickt und teilnahmsvoll vom Moskauer Volk verabschiedet. Marfa erzählt Dossifei aufgeregt, dass die Regierung die Vernichtung der Altgläubigen angeordnet hat. Dossifei beschließt den Tod durch kollektive Selbstverbrennung. Marfa berichtet Andrei Chowanski über den Tod seines Vaters und davon, dass er selbst von den Petrowzen gesucht wird. Andrei glaubt ihr nicht und beschuldigt sie, mit ihrer Lügerei sein Leben zerstört zu haben. Doch die Glockenschläge, die den Beginn der Hinrichtung der verurteilten Strelizen verkünden, bestätigen Andrei, dass Marfa die Wahrheit gesagt hat. Nun ist er bereit, ihr überallhin zu folgen. Im letzten Augenblick aber begnadigt Zar Peter die Strelizen.

### V. Akt
Da sie keinen Ausweg mehr sehen, verbrennen sich Dossifei, Marfa, Andrei und weitere Altgläubige. Dadurch erhoffen sie sich ein besseres Leben in einer anderen Welt.

## Verfilmung
Die Oper diente als Vorlage für das Drehbuch zum russischen Musikdrama Chowanschtschina aus dem Jahr 1959.